# Musoniola dohrniana
Musoniola dohrniana är en bönsyrseart som beskrevs av Henri Saussure och Leo Zehntner 1894. Musoniola dohrniana ingår i släktet Musoniola och familjen Thespidae. Inga underarter finns listade i Catalogue of Life.